# Samuel E. May
Samuel Erastus May (* 4. August 1826 in Pawtucket, Rhode Island; † 1894 in Chicago, Illinois) war ein US-amerikanischer Politiker (Republikanische Partei).

## Werdegang
Samuel Erastus May, Sohn von Sarah Elizabeth Fisher (1800–1826) und Elisha E. May (* 1801), wurde in den 1820er Jahren in Pawtucket geboren, das damals noch Teil von Massachusetts war. Seine Jugendjahre waren von der Wirtschaftskrise von 1837 und dem folgenden Mexikanisch-Amerikanischen Krieg überschattet. Er erhielt eine akademische Ausbildung. Dann half er seinem Vater bis September 1849 bei der Baumwollherstellung. Zu diesem Zeitpunkt zog er nach Kalifornien und von dort 1851 oder 1853 in das Oregon-Territorium, wo er eine Filiale der Adams Express Company errichtete. Von 1855 bis 1858 war er Chief Clerk im Commissary Department. Während dieser Zeit heiratete er Rebecca Shinn Parrish (1834–1909) aus Ohio. Das Paar bekam alle ihre drei Kinder in Salem (Oregon). In der Folgezeit ließ sich das Paar wieder scheiden.
Bei den Wahlen im Jahr 1862 wurde er zum Secretary of State von Oregon gewählt und 1866 wiedergewählt. Er bekleidete den Posten vom 8. September 1862 bis zum 10. September 1870. Die erste Hälfte seiner Amtszeit war vom Bürgerkrieg überschattet. Nach dem Ende des Krieges war eine seiner Aufgaben dem State Department in Washington, D.C. die Fortschritte betreffend der Umsetzung des 13. Zusatzartikels zur Verfassung der Vereinigten Staaten in der Gesetzgebung von Oregon zu berichten. Die Antwort wurde in öffentlichen Zeitungen bekannt gegeben:

„Washington, Dec. 14 - Secretary Seward today received the following telegram, addressed to him by Samuel E. May, Secretary of State of Oregon: "Salem, Or., Dec. 12, 1865. Oregon ratified the Anti-Slavery Amendment to the Constitution of the United States yesterday. Glory to God!“

Nach dem Ende seiner Amtszeit als Secretary of State von Oregon zog er in das Utah-Territorium. Dort eröffnete er in Salt Lake City (Utah) ein Büro als Notar, wo er bis 1877 lebte. Später zog er nach Chicago (Illinois). Dort heiratete er Emma Adams Gale (1856–1905).